# Probothrium rufopubescens
Probothrium rufopubescens is een keversoort uit de familie kniptorren (Elateridae). De wetenschappelijke naam van de soort is voor het eerst geldig gepubliceerd in 1875 door Steinheil.